# منشأة رقمية
المؤسسة/المنشأة الرقمية هي نوع من المؤسسات التي أتاحت تنفيذ وممارسة العلاقات التجارية الأساسية من خلال الشبكات الرقمية. يتم إنشاء منصات رقمية تقنية لدعم هذه الشبكات الرقمية، ويتم تنفيذها على مستوى المؤسسات بتوظيفها داخل المؤسسة لدعم وظائف وخدمات الأعمال الحيوية. بعض الأمثلة على منصات الرقمية التقنية هذه هي إدارة علاقات العملاء (CRM)، وإدارة سلسلة التوريد (SCM)، وتخطيط موارد المؤسسات (ERP)، ونظام إدارة المعرفة (KMS)، وإدارة محتوى المؤسسة (ECM)، ونظام إدارة المستودعات (WMS) بالإضافة إلى المجالات الأخرى المختلفة ومجالات عمل المؤسسة. الغرض من هذه المنصات التقنية هو تمكين التكامل السلس وتبادل المعلومات رقميًا داخل المؤسسة للموظفين وخارج المؤسسة للعملاء والموردين وشركاء الأعمال الآخرين. نستخدم هنا كلمة "شركة" وكلمة "مؤسسة" للاشارة الى منظمة بنفس المعنى.

## تاريخ مفهوم "المؤسسة الرقمية"

### أصل "المؤسسة الرقمية"
نشأ مصطلح "المؤسسة الرقمية" كمفهوم في مجموعات كتب نظم المعلومات الإدارية (MIS) التي ألفها كينيث سي لودون. وهذا المفهوم يوفر طريقة جديدة لوصف المؤسسات التي تعمل بشكل مختلف عن الأعمال التجارية التقليدية نتيجة للتغييرات والتطويرات الشاملة الواسعة في التكنولوجيا والرقمنة والأسواق العالمية. تركز الشركات او المؤسسات الرقمية على رقمنة العمليات التجارية والخدمات من خلال التكنولوجيا المتطورة وأنظمة المعلومات. كما أن أنظمة المعلومات هذه تخلق فرصًا للشركات الرقمية لممارسة ولتحقيق اللامركزية في العمليات، ولتسريع جاهزية السوق واستجابته، ولتعزيز تفاعلات العملاء، هذا فضلاً عن زيادة الكفاءة عبر مجموعة متنوعة من وظائف الأعمال.

### تسريع اعتماد التكنولوجيا
يتزايد الاعتماد على التكنولوجيا وذلك لأن الشركات والمؤسسات الرقمية تتطلع باستمرار إلى تحقيق مستويات توفير أعلى في التكاليف والميزة التنافسية وتحسين الأداء التشغيلي. وفيما يستمر اعتماد المؤسسات على التكنولوجيا، يتطور التوجه الداخلي للحصول على تقنيات إضافية، بل وتتسارع في بعض الحالات. وهذا التسارع يؤدي إلى خلق "فجوة رقمية" في هذه الشركات الرقمية، ذلك أنه يتم استيعاب التكنولوجيا الناشئة بمعدلات متفاوتة في المنظمات، وهذا الإختلاف التكنولوجي يمكن أن يؤثر على الديناميكيات التنافسية في السوق بين الشركات التي تحقق فوائد تشغيلية من التكنولوجيا والشركات التي لم تتكيف بعد.
بالنظر إلى أن نمو استهلاك التكنولوجيا الجديدة ليس موحدًا عبر المؤسسات والشركات، إلا أنه يتزايد الاتجاه نحو الاستثمار القائم على الأعمال في التكنولوجيا عبر جميع الأسواق، بل ويستمر في التزايد. فقد لوحظ ارتفع إجمالي الاستثمار المحلي الأمريكي في تكنولوجيا المعلومات والاتصالات بنسبة 170% خلال الفترة من 1990 إلى 2006، وذلك وفقاً لقياسات مكتب الإحصاء الأمريكي.
بدأ سوق أنظمة تخطيط موارد المؤسسات (ERP) وغيرها من التطبيقات المجمعة في النمو بشكل كبير خلال التسعينيات إلى درجة أن سوق تخطيط موارد المؤسسات (ERP) وحده قد مثّل حوالي 25 مليار دولار أمريكي ،
ووفقًا للاستطلاعات التي أجريت في عام 2002، فإن ما يقرب من "75% من شركات المصنفة فورتشن 1000 Fortune 1000 العالمية قد طبقت مجموعة أنظمة تخطيط موارد المؤسسات من ساب SAP's ERP".
وفي مناخ ما بعد كوفيد-19، تدرك العديد من الشركات الحاجة إلى مزيد من التحول الرقمي، لكن، تقليديًا، فإن الشركات الموجودة في المناطق الأقل تطوراً كانت أبطأ في القيام بهذا التحول.

## مزايا
ومن خلال الشبكات الرقمية وأنظمة المعلومات، تستطيع الشركة الرقمية تشغيل خدمات ووظائف الأعمال الأساسية بشكل مستمر وأكثر كفاءة. فهذا التمكين الرقمي للعمليات التجارية يؤدي إلى إنشاء أنظمة معلومات ديناميكية للغاية تسمح بإدارة أكثر كفاءةً وإنتاجيةً للمؤسسة.
وفقًا للمفوضية الأوروبية ، ومنذ عام 2022، زادت احتمالات فرص العمل  في المؤسسات الرقمية أكثر من نظيراتها غير الرقمية وذلك في جميع الفئات الاقتصادية، ومثّل كل من قطاع التصنيع (33%) وقطاع البنية التحتية (30%) الصناعتان اللتان تتمتعان بأكثر الأعمال الرقمية والصديقة للبيئة  في أوروبا.
بالإضافة إلى ذلك، يوفر التمكين الرقمي لوظائف وخدمات الأعمال الأساسية للمؤسسة فرصًا للقيام بما يلي:
- تشغيل الأعمال بشكل متواصل ("الإزاحة الزمنية") [1]
- تشغيل الأعمال في أي مكان عمل ("الإزاحة المكانية") [1]
- تكييف استراتيجيات العمل لتلبية متطلبات السوق [9]
- إنشاء قيمة تجارية من الاستثمارات التقنية [10]
- دفع تحسينات الكفاءة في المخزون وسلسلة التوريد [9]
- تعزيز إدارة علاقات العملاء [11]
- تحسين الإنتاجية التنظيمية [4]

## التأثيرات على الأداء التنظيمي
تخدم أنظمة التكنولوجيا والمعلومات العديد من الأدوار الحاسمة في الشركة الرقمية وذلك من خلال توفير القدرات المعتمدة على التكنولوجيا والتي تزيد من الأداء التشغيلي. على سبيل المثال، تسمح الشبكات الرقمية وأنظمة المعلومات للمؤسسات بالاتصال ودمج سلاسل التوريد بطرق فورية مستمرة وبدون انقطاع وسريعة الاستجابة لظروف السوق.
مثال آخر على نظام المعلومات الذي يمكن أن يزيد من الوعي بأداء المؤسسة وقدراتها الإدارية هو نظام ذكاء الأعمال في الوقت الحقيقي (RTBI)، إذ يمكن لهذا النظام RTBI أن يوفر منصة عالية الاستجابة لدعم القرار الاستراتيجي للمؤسسة لتحليل الأحداث التشغيلية في وقت حدوثها، وغالبًا ما تعمل أنظمة RTBI بشكل وثيق مع أنظمة إدارة المخاطر التنظيمية (ORM) بهذه الطاقة لزيادة قدرات مراقبة الأداء التشغيلي وتقييم المخاطر التشغيلية، ويمكن لهذه الأنواع من أنظمة المعلومات أن تزيد من قدرات المؤسسة على إدارة الأداء والإنتاجية بشكل فعال.
هناك ثلاثة أنظمة المعلومات المؤسسية رئيسية يمكن أن تؤثر بشكل إيجابي على أداء المؤسسة وإنتاجيتها وهي:

### تخطيط موارد المؤسسات (ERP)
يمكن أن تكون عمليات نشر تخطيط موارد المؤسسات (ERP) معقدة وتتطلب تحولًا كبيرًا في العمليات التجارية للمؤسسة، ولكن الفوائد يمكن أن تكون كبيرة.
بعد تنفيذ نظام تخطيط موارد المؤسسات (ERP) داخل المؤسسة، تتحقق مكاسب قابلة للقياس في الأداء والإنتاجية، وهذه يمكن ربطها بشكل مباشر بحالة بدء تشغيل نظام تخطيط موارد المؤسسات (ERP). أجرت هذه الدراسة تحليلاً مفصلاً لبيانات تخطيط موارد المؤسسات (ERP) المنتجة ووجدت أن هناك علاقة سببية مباشرة بين أنظمة تخطيط موارد المؤسسات (ERP) ومكاسب الأداء في المنظمة.
تقوم المؤسسات التي تنشر أنظمة تخطيط موارد المؤسسات (ERP) عادةً، بتنفيذ كلا النظامين الأساسيين للمؤسسة التاليين أيضًا. وذلك بناءً على مكاسب الأداء والإنتاجية.

### إدارة علاقات العملاء (CRM)
تستفيد المؤسسات من أنظمة إدارة علاقات العملاء (CRM) لتحسين الإدارة الشاملة لعلاقاتها مع العملاء. إذ تعمل أنظمة إدارة علاقات العملاء كمنصات مؤسسية توفر للشركات الرقمية فرصًا لإدارة جميع جوانب التفاعلات مع العملاء عن كثب من خلال العمليات التجارية الموجهة نحو العملاء.
قد تواجه المنظمات التي تطبق أنظمة إدارة علاقات العملاء (CRM) بعض التأخير حتى يتم تحقيق تأثيرات إنتاجية بسبب تطبيق إدارة علاقات العملاء بشكل كامل في الشركة بناءً على الدراسات. ومع ذلك، يصعب قياس تأثيرات التأخر، وتعتمد جزئيًا على قدرة المنظمة على الاستفادة من نظام إدارة علاقات العملاء الجديد والتكيف مع التغييرات في العمليات التجارية نتيجة لذلك.

### إدارة سلسلة التوريد (SCM)
أجريت دراساتٌ على المنظمات التي طبقت أنظمة إدارة سلسلة التوريد لتحسين قدرات إدارة سلسلة التوريد، ووجدت هذه الدراسات أن تلك الأنظمة كان لها تأثير كبير على الإنتاجية والأداء داخل المنظمة. بالإضافة إلى ذلك، يختلف تنفيذ أنظمة SCM وCRM عن تنفيذ تخطيط موارد المؤسسات (ERP) حيث يمكن ربط الأداء التنظيمي بشكل مباشر "مع كل من عملية الشراء الأولية وحالة التشغيل المباشر".
غالبًا ما يُنظر إلى أنظمة SCM وCRM على أنها "أنظمة مؤسسية موسعة" نظرًا للطريقة التي تتكامل بها مع أنظمة ERP والفوائد التي تقدمها للمؤسسات.

## أنظر أيضا
- نظم المعلومات
- نظام المعلومات الإدارية (MIS)
- تخطيط موارد المؤسسات (ERP)
- إدارة علاقات العملاء (CRM)
- إدارة سلسلة التوريد (SCM)
- نظام إدارة المستودعات (WMS)
- ذكاء الأعمال في الوقت الحقيقي (RTBI)
- إدارة المخاطر التنظيمية (ORM)
- نظام إدارة المعرفة (KMS)
- إدارة محتوى المؤسسة (ECM)
- أنظمة أتمتة المكاتب (OAS)
- النظم الخبيرة
- البرمجيات كخدمة (SaaS)